# Camponotus habereri
Camponotus habereri é uma espécie de inseto do gênero Camponotus, pertencente à família Formicidae.